# Therése Sjölander
Eva Therése Sjölander (* 4. Mai 1981 in Sollefteå) ist eine ehemalige schwedische Eishockeynationalspielerin.

## Karriere
Als 15-Jährige debütierte Sjölander für die schwedische Nationalmannschaft und kam bereits im Alter von 16 Jahren bei den Olympischen Winterspielen 1998 in Nagano zum Einsatz.
Bei den Olympischen Winterspielen 2002 in Salt Lake City gewann sie die Bronzemedaille, vier Jahre später bei den Spielen in Turin die Silbermedaille. 2005 gewann sie die Bronzemedaille bei der Weltmeisterschaft, nachdem sie schon 1999, 2000, 2001 und 2004 an Weltmeisterschaften teilgenommen hatte.
Auf Vereinsebene spielte sie in ihrer Kindheit für Sollefteå HK, als Erwachsene für MODO Hockey (Frauen) und den Järveds IF (Männer). Insgesamt absolvierte sie 159 Länderspiele, in denen sie 26 Tore erzielte, für Schweden sowie 450 Spiele für MODO Hockey.
Nach ihrem Rücktritt vom Leistungssport wurde ihr Trikot mit der Rückennummer 10 bei MODO Hockey gesperrt.

## Erfolge und Auszeichnungen
- 2002 Bronzemedaille bei den Olympischen Winterspielen
- 2005 Bronzemedaille bei der Weltmeisterschaft
- 2006 Silbermedaille bei den Olympischen Winterspielen